# Liste des soumissions à la 91e cérémonie des Oscars pour le meilleur film en langue étrangère
Ceci est une liste de candidatures à la 91e cérémonie des Oscars pour le meilleur film en langue étrangère.  L’Académie des arts et des sciences du cinéma (AMPAS) a invité les industries cinématographiques de divers pays à soumettre leur meilleur film à l’Académie du meilleur film en langue étrangère chaque année depuis sa création en 1956. Ce prix est présenté chaque année par l’Académie à un long métrage produit en dehors des États-Unis et contenant principalement des dialogues non anglais,. Le Comité du Prix du film en langue étrangère supervise le processus et examine tous les films soumis. 
Les films présentés doivent d'abord être diffusés en salle dans leurs pays respectifs entre le 1er octobre 2017 et le 30 septembre 2018. La date limite de soumission des candidatures était le 1er octobre 2018 et l'Académie a annoncé le 8 octobre la liste des films éligibles. Un total de 89 pays ont soumis un film, dont 87 ont été acceptés. Deux pays ont soumis un film pour la première fois. Le Malawi envoie The Road to Sunrise et le Niger envoie The Wedding Ring. 
Sur la liste des candidats, neuf finalistes ont été sélectionnés fin 2018 et les cinq finalistes ont été annoncés le 22 janvier 2019.